# Der Junge muss an die frische Luft (Film)
Der Junge muss an die frische Luft ist ein deutscher Spielfilm von Caroline Link nach der Autobiografie Der Junge muss an die frische Luft – Meine Kindheit und ich von Hape Kerkeling. Die Verfilmung seiner Kindheitserinnerungen kam am 25. Dezember 2018 in die deutschen Kinos und avancierte zu dem meistbesuchten Film, der 2018 Premiere in Deutschland feierte. Bei der Verleihung des Deutschen Filmpreises im Jahr darauf wurde der Film mit der Lola in Bronze ausgezeichnet.

## Handlung
Anfang der 1970er Jahre in der Ruhrgebietsstadt Recklinghausen: Die Familie des achtjährigen Hans-Peter (des späteren Hape) zieht vom Haus der Großeltern väterlicherseits im ländlichen Teil der Stadt in das Haus der Eltern der Mutter im Nordviertel, wo Hans-Peter aufwächst. Seine Oma Änne betreibt ein kleines Lebensmittelgeschäft, nach dem Aufkommen von Discountern und Supermärkten etwas verächtlich als Tante-Emma-Laden bezeichnet. Dort beobachtet er Kunden, hört ihre Klatsch- und Tratschgeschichten und spielt diese dann seiner Oma auf komödiantische Weise vor. Seine Familie bringt er mit seinen Parodien von Menschen aus dem Umfeld oder auch Prominenten aus dem Fernsehen ebenfalls zum Lachen. Sein Vater ist Schreiner und auch oft längere Zeit auf Montage, so dass neben der Hausarbeit auch die Erziehung von Hans-Peter und seinem großen Bruder Matthes meist an Mutter Margret hängen bleibt und sie sich daher überfordert fühlt.
Oma Änne kauft ihren Enkelkindern ein Pferd samt Kutsche und Stall. Als Hans-Peter, ein unsportliches, moppeliges Kind, es trotz Hilfestellung beim ersten Mal nicht gelingt, das Pferd korrekt zu besteigen, kaschiert er einfach seine Ungeschicklichkeit, indem er kurzerhand ein paar Runden falsch herum sitzend reitet, was die ganze Familie belustigt.
Das Zusammenleben der Großfamilie mit Großeltern, Tanten, Onkeln, Cousins und Cousinen verläuft nicht immer reibungslos, ist aber geprägt durch menschliche Wärme und Zusammenhalt, was bei den ausgelassenen und ausschweifenden Familienfeiern zum Ausdruck kommt. Beide Großeltern und besonders die beiden Großmütter kümmern sich liebevoll um die Erziehung des Jungen. Sie sind Bezugspersonen und emotionale Stütze für Hans-Peter. Als er bei einer Karnevalsfeier als Prinzessin verkleidet erscheint, verdrehen einige amüsiert die Augen, aber Oma Bertha erklärt resolut: „Hans-Peter bleibt eben Junggeselle! Und nun ist Schluss!“ Oma Änne erkrankt. Kurz vor ihrem Tod sagt sie Hans-Peter eine große Karriere voraus.
Die Mutter leidet an zunehmenden Kopfschmerzen, verweigert aber lange den Arztbesuch, bis eine Kieferhöhlenoperation nicht mehr zu vermeiden ist. Dadurch verliert sie Geruchs- und Geschmackssinn, wodurch sich ihre psychischen Probleme verstärken und sie immer mehr in eine Depression verfällt. Hans-Peter gelingt es deshalb immer seltener, sie mit Späßen aufzuheitern. In dieser bedrückenden Situation sagt Opa den Satz, der den Filmtitel bildet, und verbringt mit Hans-Peter zwei Wochen in den Bergen. Unterdessen geht es der Mutter immer schlechter, einen Klinikaufenthalt lehnt sie jedoch ab.
Eines Abends versucht sie, gesundheitlich geschwächt und zermürbt von ihrem depressiven Zustand, sich mit einem Medikamentenmix das Leben zu nehmen. Sie verliert das Bewusstsein, während Hans-Peter, der den Ernst der Lage nicht richtig einschätzen kann, neben ihr im Bett einschläft. Als der Vater am Morgen von der Nachtschicht heimkehrt, ruft er sofort den Rettungsdienst, doch jede Hilfe kommt zu spät; sie verstirbt einige Tage darauf in der Klinik. Für Hans-Peter ist dieser Suizid ein traumatisches Erlebnis. Während der Trauerfeier schleudert er plötzlich seinen Blumenstrauß mit einem Wutschrei vor den Sarg, rennt ins Freie und verkriecht sich dort. Aber auch in dieser Krise fängt ihn seine Familie verständnisvoll auf. Er gibt sich eine Mitschuld am Tod der Mutter. Wiederholt ist im Film die Voiceover-Stimme des Jungen zu hören, er hätte sich mehr anstrengen müssen, um seine Mutter zu retten.
Nach ihrem Tod ziehen die Großeltern väterlicherseits ins Haus und übernehmen die weitere Erziehung von Hans-Peter. Bei einem Hausbesuch, auf den er Oma und Opa geschickt vorbereitet hat, stimmt Frau Höttermann vom Jugendamt dieser Lösung schließlich zu.
Als Hans-Peter in der Schule in einem Theaterstück die Hauptrolle des Hans Dampf übernehmen soll, lehnt er zunächst ab. Als er sich besonnen hat, ist nur noch eine kleine Nebenrolle als griesgrämiger Nachbar mit einer einzigen Textzeile für ihn zu haben. Seinen Auftritt bläht er spontan satirisch dermaßen auf, dass er den gesamten Saal zum Lachen bringt; seine Verkleidung ähnelt dem späteren Horst Schlämmer.
Am Ende schwenkt die Kamera auf die alte Eckkneipe, die es noch heute gibt. Drinnen läuft auf einem großen Bildschirm ein Beitrag von Horst Schlämmer, einer Kunstfigur des inzwischen erfolgreichen Fernsehstars Hape Kerkeling. In der letzten Filmsequenz laufen alle Verwandten und Freunde ausgelassen über eine Wiese, und der kleine Hans-Peter dreht sich um und erblickt den erwachsenen Hape, der ihm zuwinkt. Im Schlussmonolog aus dem Off wird ihm bewusst, wie sehr ihn all diese Menschen geprägt haben.

## Produktion

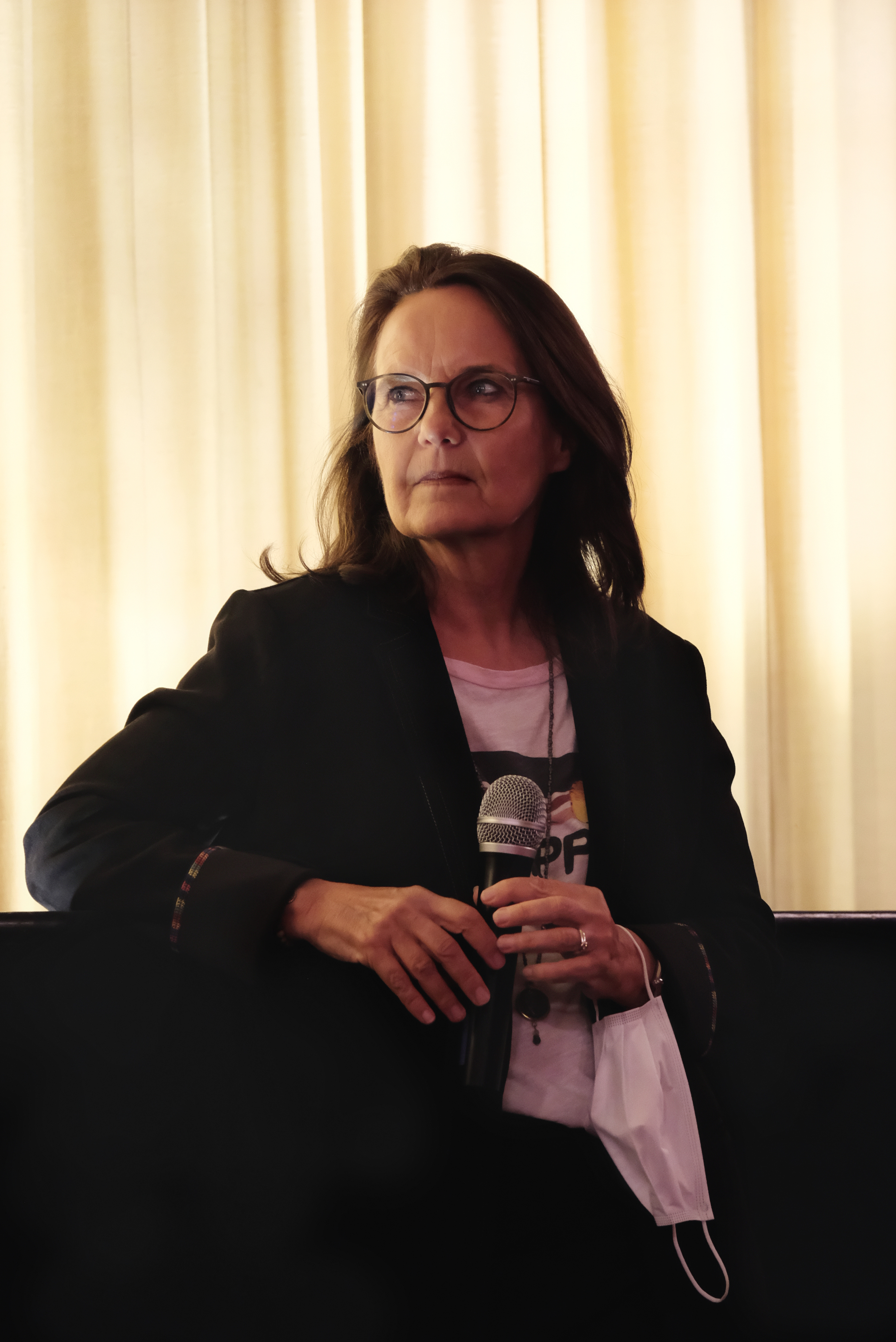
Regisseurin Caroline Link

Im Jahr 2015 wurde bekannt, dass die Autobiografie Der Junge muss an die frische Luft – Meine Kindheit und ich von Hape Kerkeling aus dem Jahr 2014 von der UFA verfilmt werden soll. Kerkeling erzählt in seinem Buch in 19 Kapiteln von den ersten Kindheitsjahren, dem dramatischen Verlust seiner Mutter sowie von seinen Erlebnissen als Moderator von Unterwegs in der Weltgeschichte und als Kunstfigur Horst Schlämmer aus Grevenbroich, der einem schwerkranken Mädchen eine Freude machen soll. Oscar-Preisträgerin Caroline Link führte Regie.
Die Produktion erhielt Fördergelder vom Medienboard Berlin-Brandenburg von 350.000 Euro sowie 300.000 Euro vom FilmFernsehFonds Bayern, der zudem eine Verleihförderung gewährte. Die Film- und Medienstiftung NRW steuerte 940.400 Euro bei und die Filmförderungsanstalt 520.000 Euro. Die Dreharbeiten begannen am 11. Juli 2017, Kamerafrau war Judith Kaufmann. Gedreht wurde in Berlin, im Ruhrgebiet und in Bayern. Am 15. September 2017 wurden die Dreharbeiten abgeschlossen.
Die Premiere erfolgte am 18. Dezember 2018 in der Essener Lichtburg, am 25. Dezember 2018 kam der Film in die deutschen Kinos.

## Rezeption

### Altersfreigabe und Kritiken
In Deutschland wurde der Film von der FSK ab 6 Jahren freigegeben. In der Freigabebegründung heißt es: „Kinder ab 6 Jahren können der Geschichte folgen und finden in dem jungen Hape Kerkeling eine positive und starke Identifikationsfigur. Vereinzelt gibt es ernste und traurige Szenen, doch diese werden stets schnell aufgelöst und durch den liebevollen Umgang der Familie ausgeglichen. Die Themen Tod und Depression werden in einer Weise behandelt, die Grundschulkinder nicht überfordert.“ Jens Maier von Stern Online bemerkt, dass die Verfilmung so viele Menschen zu Tränen rührt, liege zum einen an der Handlung selbst, während der Hape Kerkelings unter starken Depressionen leidende Mutter Suizid begeht: „Der kleine Hape liegt neben ihr im Bett. Ein traumatisches Erlebnis für den kleinen Jungen – und eine herzzerreißende Szene für die Zuschauer.“ Der Junge muss an die frische Luft sei jedoch kein todtrauriges Drama, das permanent auf die Tränendrüse drücke, sondern ein Film mit vielen heiteren Momenten, so Maier weiter: „Er bringt die Zuschauer zum Lachen und zum Weinen. Ein Wechselbad der Gefühle.“

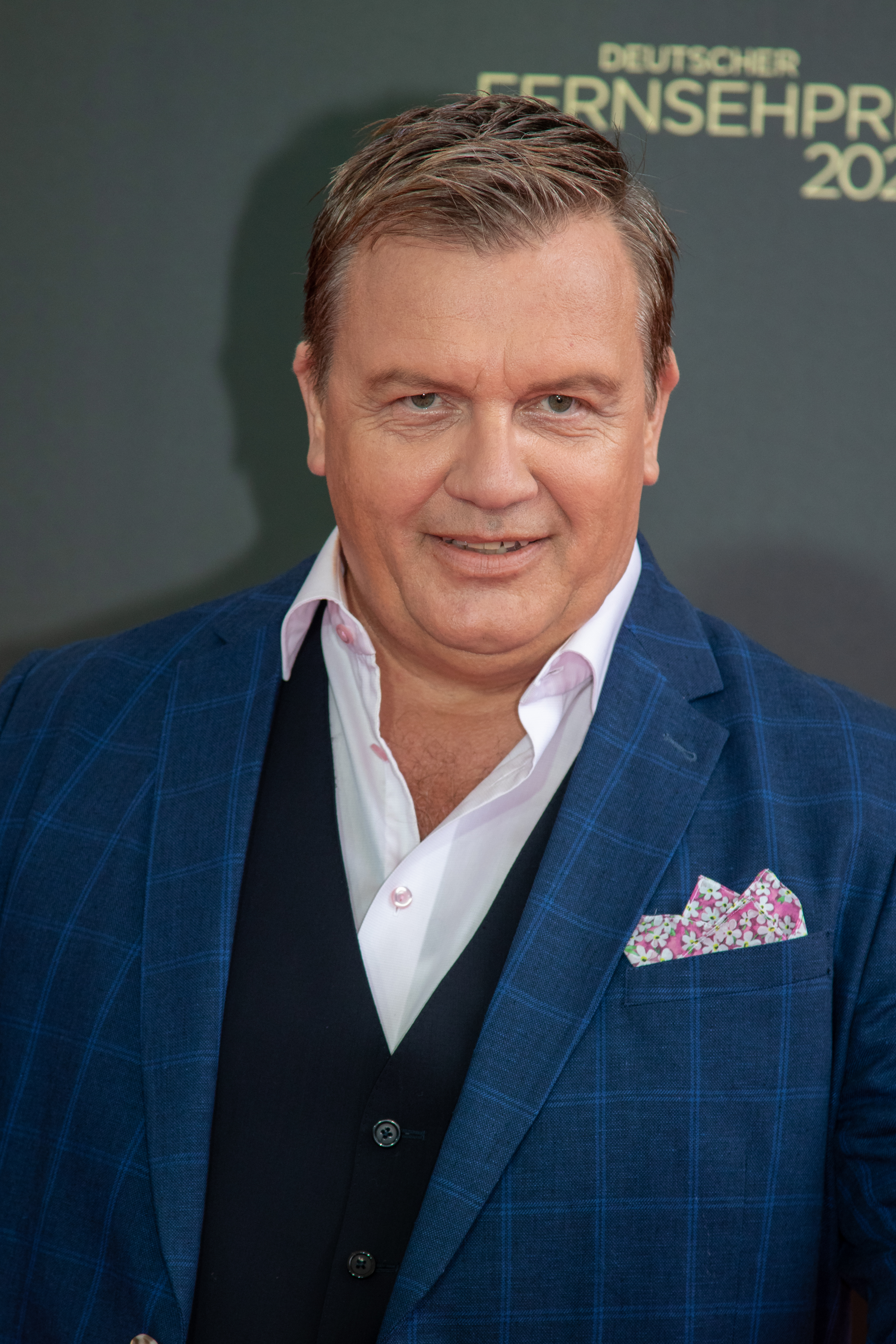
Hape Kerkeling (2021)

Katrin Hoffmann von epd Film findet, Caroline Link habe aus Hape Kerkelings Autobiografie einen großherzigen und sehr humorvollen Film gemacht, der nie die Grenze zum Klamauk überschreite: „Sie bleibt insofern bei ihrem ganz eigenen Thema, der Familiensaga. Kaum jemandem gelingt es so gut wie Link, die feinen psychologischen Zwischentöne zu treffen, mit Blicken und kleinen Gesten ganze Geschichten zu erzählen.“ Der Film wäre jedoch nichts ohne seinen großartigen jungen Hauptdarsteller Julius Weckauf, der mühelos zwischen Komik und Trauer agiere, so Hoffmann weiter.
Krischan Koch vom Radiosender NDR Info hält den Kinderdarsteller Julius Weckauf, der den jungen Hape Kerkeling darstellt, für einen „Glücksfall“ und glaubt, dass „Hape Kerkeling als Kind genauso ausgesehen und sich aufgeführt haben“ dürfte. Auch „die Atmosphäre im kleinbürgerlichen Ruhrpott der 70er-Jahre“ würde im Film „gut  getroffen“. Für den Rezensenten ist Der Junge muss an die frische Luft ein „wunderschöner Familienfilm“.
Die Deutsche Film- und Medienbewertung versah den Film mit dem Prädikat besonders wertvoll. In der Jury-Begründung heißt es: „Die Fröhlichkeit Kerkelings ist aus tiefem Schmerz geboren, dies bringt der unterhaltende Film dem Zuschauer sehr nah. Link blickt mit großer Liebenswürdigkeit und Ehrlichkeit auf diese kleinbürgerliche Welt, sie hält traumwandlerisch sicher die Balance aus Tragikomik und Ernsthaftigkeit. Sie beweist das richtige Gespür für den Ton in jeder Situation, wobei sie einen im deutschen Kino einmaligen Mut zur Sentimentalität beweist, die sie stets richtig dosiert.“

### Einsatz im Unterricht
Im Dezember 2018 präsentierte das Onlineportal kinofenster.de das Werk als „Film des Monats“ und bietet Materialien zum Film für den Unterricht ab der 8. Klasse. Dort schreibt Christian Horn, die Regisseurin wende die erprobten Strategien des konventionellen Erzählkinos an, darunter ein Biopic-typischer Voiceover-Kommentar, der umfangreich in Hans-Peters Lebensumstände einleite, und der häufige Einsatz von Niki Reisers Filmmusik potenziere die Wirkung der heiteren und traurigen Momente.

### Einspielergebnis
Der Film hatte im Jahr 2018 das beste Startwochenende eines deutschen Films in Deutschland; er verzeichnete hier 3,87 Millionen Kinobesucher und Einnahmen von 31,8 Millionen Euro, wodurch er sich auf Platz 3 der Jahres-Charts 2018 befindet.

### Auszeichnungen
Bambi-Verleihung 2019

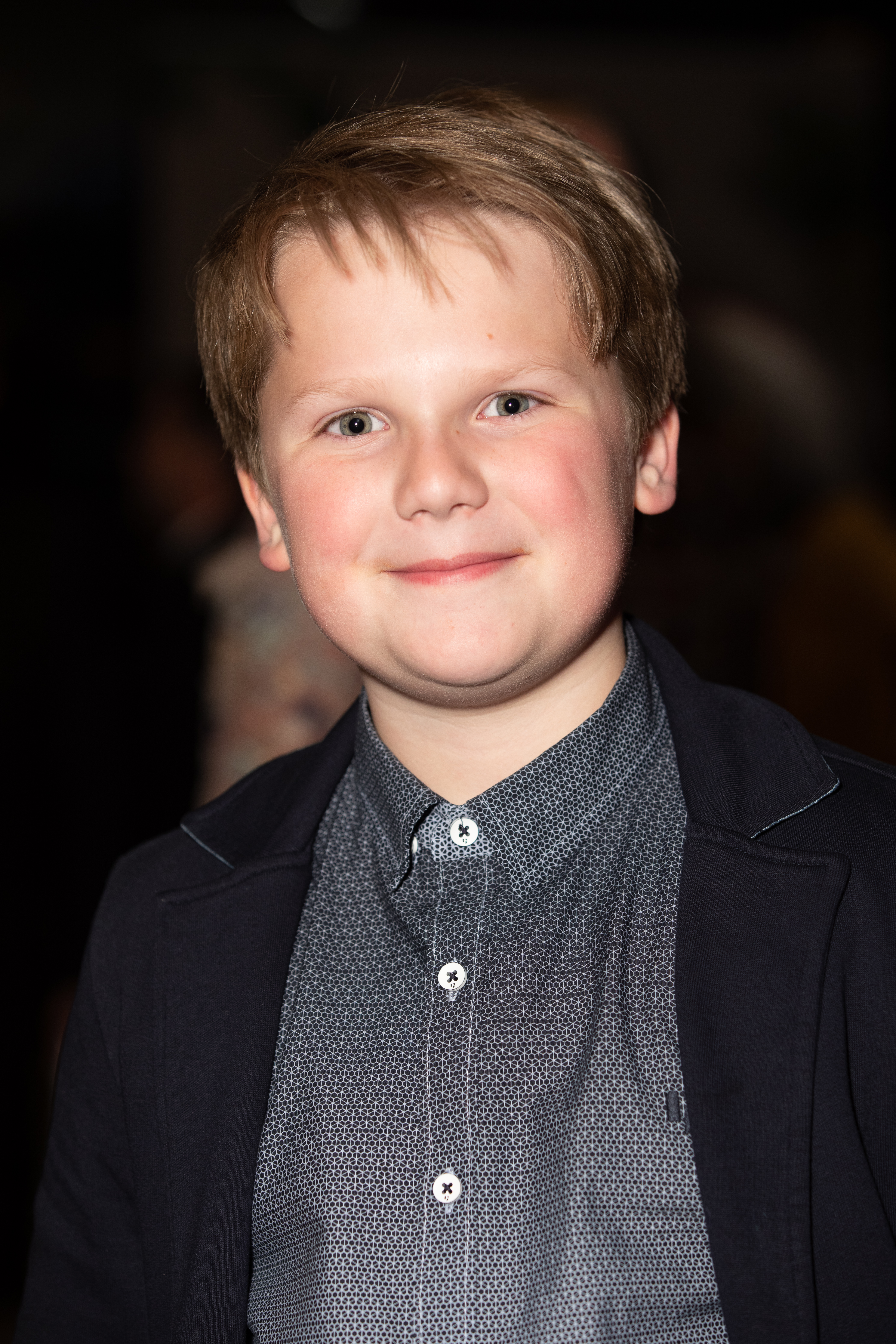
Julius Weckauf bei der Verleihung des Deutschen Filmpreises 2019; im Film der junge Hape Kerkeling

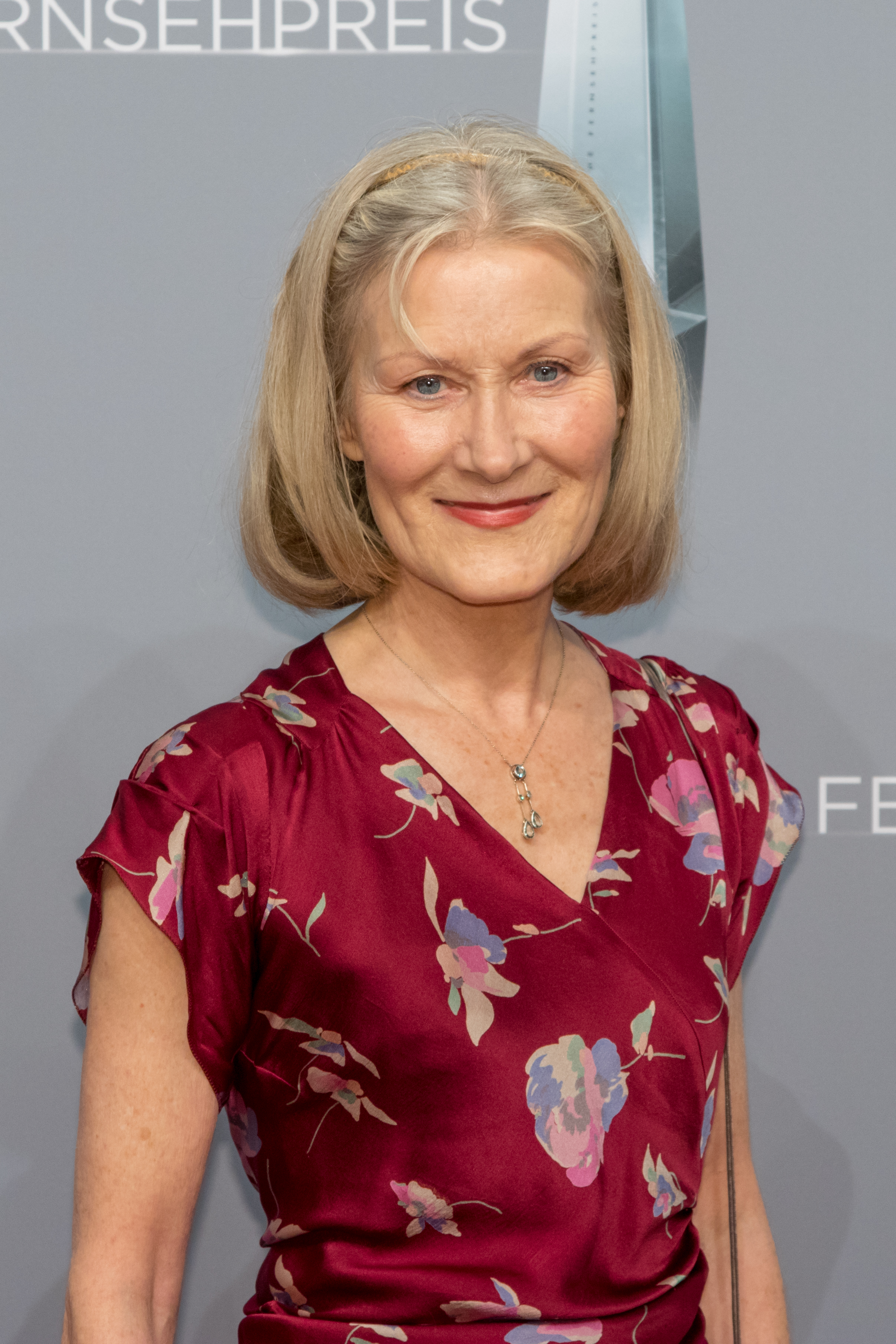
Hedi Kriegeskotte spielte Oma Änne

- Auszeichnung als Schauspielerin National (Luise Heyer, auch für Das schönste Paar)

Bayerischer Filmpreis 2018
- Auszeichnung für die Beste Regie (Caroline Link)

Deutscher Comedypreis 2019
- Auszeichnung als Erfolgreichste Kinokomödie

Deutscher Filmpreis 2019
- Auszeichnung als Bester Spielfilm in Bronze
- Nominierung für die Beste Regie (Caroline Link)
- Nominierung für das Beste Drehbuch (Ruth Toma)
- Nominierung für die Beste Kamera / Bildgestaltung (Judith Kaufmann)
- Auszeichnung für die Beste weibliche Nebenrolle (Luise Heyer)
- Auszeichnung als Besucherstärkster Film (Caroline Link)

Deutscher Schauspielpreis 2019
- Auszeichnung in der Kategorie Schauspielerin in einer komödiantischen Rolle (Ursula Werner)[17]
- Nominierung in der Kategorie Schauspielerin in einer komödiantischen Rolle (Hedi Kriegeskotte)

Jupiter Award 2019
- Auszeichnung als Bester Film[18]

New Faces Awards 2019
- Auszeichnung mit dem Sonderpreis (Julius Weckauf)[19]

Romyverleihung 2019
- Auszeichnung für die Beste Regie Kinofilm (Caroline Link)
- Auszeichnung für die Beste Bildgestaltung Kinofilm (Judith Kaufmann)
- Auszeichnung als Bester Nachwuchsdarsteller (Julius Weckauf)[20]

Seattle International Film Festival 2019
- Auszeichnung mit dem Golden Space Needle Award als Bester Darsteller (Julius Weckauf)[21]

Goldene Henne 2019
- Auszeichnung Aufsteiger des Jahres an Julius Weckauf